# 김용달
김용달(金龍達, 1956년 5월 10일 ~ )은 전 KBO 리그 MBC 청룡의 내야수이다.

## 선수 시절

### MBC 청룡시절
실업 야구 팀 한국전력에서 몸담았고, 1982년에 프로 원년 멤버로 데뷔해 1루수 골든 글러브를 수상했다.
대구 출신임에도 서울대광고등학교를 다녀서 연고 팀인 삼성 라이온즈의 지명을 받지 못했는데 중학교 졸업 후  고향 대구를 떠났다.

## 야구선수 은퇴 후
1990년부터 주로 타격코치로 활동했다. 현대 유니콘스와 LG 트윈스에서 타격코치로 활동했다. 내야수 박종호를 스위치 히터로 만들고 심정수의 기마 자세 타격을 가르쳤다. 2012년 시즌 중 한화에 영입돼 최진행에게 골프 스윙 타격을 가르쳤다. 그러나 그가 영입된 후에도 한화 이글스가 최하위에서 벗어나지 못하자 2012년 시즌 후 사임했고, KIA 타이거즈로 옮겼다. 2014년 시즌 후 KIA 타이거즈를 떠났다.
2019년에는 경기 감독관을 맡았다.
2020년에 삼성 라이온즈의 타격코치를 맡으며 현장에 복귀했으나, 2021년 시즌 후 재계약하지 못했다.

## 출신 학교
- 대구인지초등학교 졸업
- 대구중앙중학교 졸업
- 대광고등학교 졸업
- 중앙대학교 학사

## 통산 기록
| 연도 | 팀명  | 포지션   | 타율  | 경기 | 타수 | 득점 | 안타 | 2루타 | 3루타 | 홈런 | 루타 | 타점 | 도루 | 도실 | 볼넷 | 사구 | 삼진 | 병살 | 실책 |
| ---- | ----- | -------- | ----- | ---- | ---- | ---- | ---- | ----- | ----- | ---- | ---- | ---- | ---- | ---- | ---- | ---- | ---- | ---- | ---- |
| 1982 | MBC   | 3루수    | 0.315 | 68   | 168  | 29   | 53   | 10    | 0     | 5    | 78   | 23   | 2    | 3    | 19   | 0    | 30   | 6    | 4    |
| 1983 | MBC   | 3루수    | 0.217 | 48   | 83   | 7    | 18   | 2     | 0     | 1    | 23   | 8    | 1    | 2    | 6    | 1    | 13   | 1    | 5    |
| 1984 | MBC   | 3루수    | 0.298 | 57   | 94   | 9    | 28   | 5     | 4     | 1    | 44   | 14   | 1    | 0    | 15   | 0    | 14   | 5    | 1    |
| 1985 | MBC   | 지명타자 | 0.232 | 71   | 142  | 15   | 33   | 9     | 0     | 3    | 51   | 14   | 3    | 0    | 21   | 0    | 24   | 5    | 1    |
| 1986 | MBC   | 2루수    | 0.209 | 24   | 43   | 3    | 9    | 0     | 0     | 1    | 12   | 4    | 0    | 0    | 7    | 1    | 4    | 3    | 1    |
| 1987 | MBC   | 2루수    | 0.286 | 31   | 42   | 3    | 12   | 2     | 0     | 1    | 17   | 8    | 0    | 0    | 7    | 0    | 11   | 2    | 1    |
| 1988 | MBC   | 2루수    | 0.000 | 14   | 18   | 0    | 0    | 0     | 0     | 0    | 0    | 0    | 0    | 0    | 2    | 0    | 6    | 2    | 0    |
| 통산 | 7시즌 | 내야수   | 0.259 | 313  | 590  | 66   | 153  | 28    | 4     | 12   | 225  | 71   | 7    | 5    | 77   | 2    | 102  | 24   | 13   |